# Ro.Ka.Wi.
Ro.Ka.Wi. (alias Rozália Katalin Vimmer; * 1952 in Budapest) ist eine deutsch-ungarische Künstlerin.

## Leben und Werk
Ro.Ka.Wi. wurde 1952 in Budapest geboren. Von 1973 bis 1979 studierte sie freie Grafik und Malerei an der Ungarische Akademie der Bildenden Künste, wo sie Meisterschülerin von Ignác Kokas war. Ihr Werk umfasst Malerei, Arbeiten auf Papier, Objektkunst, Künstlerbücher und Fotografie. Sie gehörte zu dem Künstlerkreis um die von Al Hansen gegründete Ultimate Akademie, die Humane Gesellschaft für Geistige Nekrophilie (HGGN) und die von Boris Nieslony initiierte Art Service Association (ASA). Ro.Ka.Wi. war mit Péter Farkas Mitherausgeberin der edition nekrophil. Sie lebt in Köln.

## Ausstellungen und Ausstellungsbeteiligungen (Auswahl)
- 1991: Sichtbruch, Ultimate Akademie, Köln
- 1991: Bizarre Christmas, Moltkerei Werkstatt, Köln[3][4]
- 1992: Aktionen Interaktives Malen, ASA-News anlässlich des Projektes „Piazza Virtuale - Quantenpool Köln“ bei der Documenta X, Kassel, Live in 3sat 1992[5]
- 1993: Dialog-Installation, Internationale Performance Art, Dresden-Hellerau
- 1994: Feldreise / Wendezeit, Potsdam/Krampnitz; Galerie im Staudenhof, Potsdam
- 1995: ars erotica (ERÓZIÓ), Künstlerhaus Mousonturm, Frankfurt a. M.
- 1998: G-Sicht/Schicht-N, Calcografie, Köln[6]
- 2003: Hommage an Louis Buñuel, Schöner Wohnen Sitzkunst, IMM Cologne, Köln
- 2010: Labyrinth (Irrgarten der Künste), Kolbhalle, Köln[7]
- 2019: Mood of a Decade - New York Canvas and NY Boxes, Verlag IL, Köln
- 2023: Magyar Neo-Avantgarde in den 1960er/1970er Jahren, Collegium Hungaricum Berlin[8]

## Editionen (Auswahl)
- 1993: Hast du? Genossen - / East Erotic Epic. Fotoedition. Verlag IL Cologne.
- 1996: Swim in the white free abyss. Künstlerbuch.
- 2017: I explain Duchamps. Fotoedition.